# Stanisław Miernik

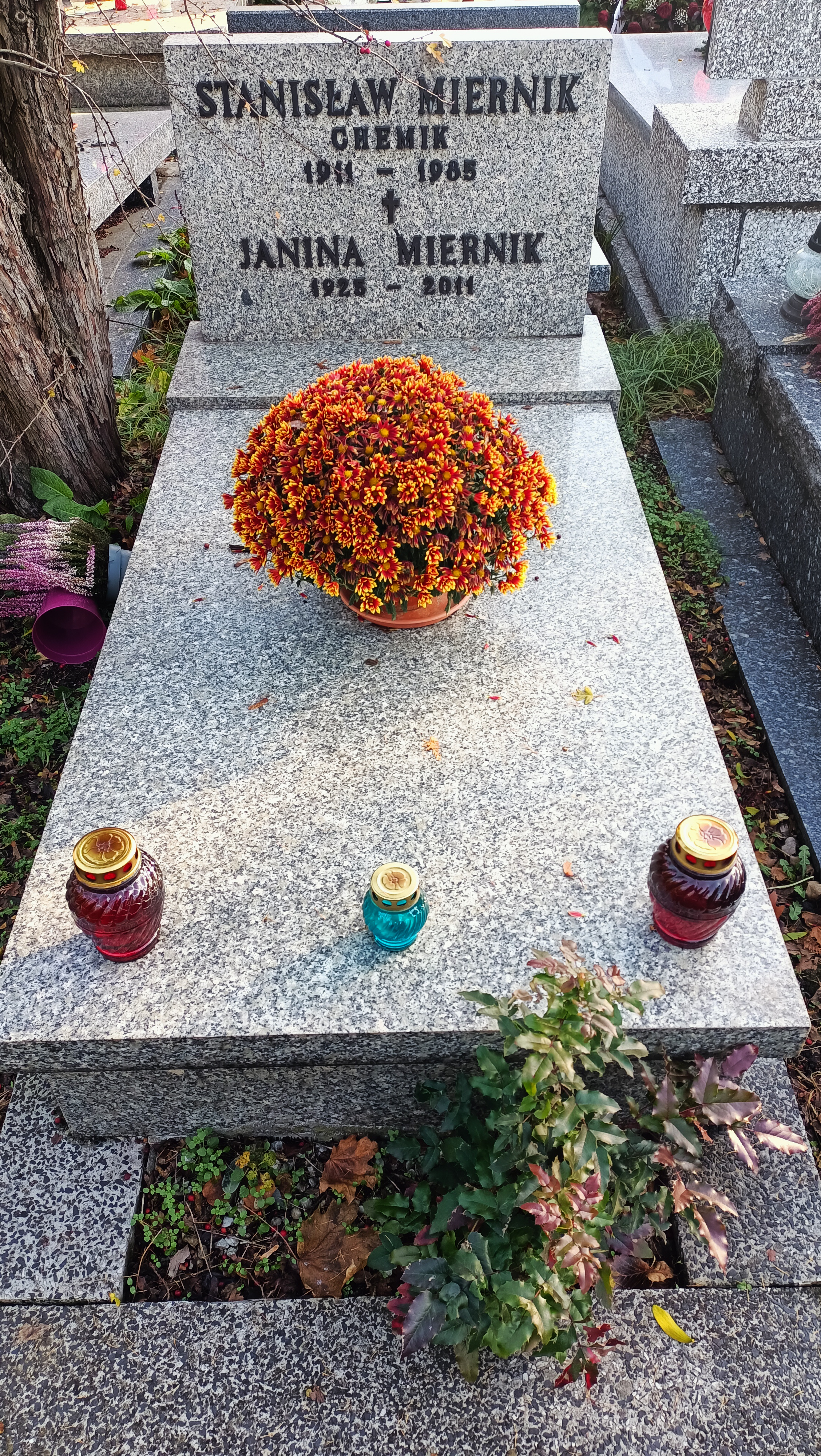
Grób Stanisława Miernika na cmentarzu Wojskowym na Powązkach

Stanisław Miernik (ur. 26 lutego 1911 w Łodzi, zm. 6 lipca 1985) – polski inżynier chemik, wiceminister przemysłu chemicznego (1960–1976).

## Życiorys
Absolwent Wydziału Chemicznego na Politechnice Warszawskiej (studia w latach 1928–1933). W latach 1933–1934 pracował naukowo w Zakładzie Technologii Ogólnej Organicznej Politechniki Warszawskiej. Następnie odbył służbę wojskową w Wołyńskiej Szkolr Podchorążych Rezerwy Artylerii (1934–1935) oraz jako plutonowy-podchorąży służył w 30 Pułku Artylerii Lekkiej. Od 1937 był podporucznikiem rezerwy artylerii.
W latach 1935–1939 był chemikiem analitykiem, a następnie także zastępcą kierownika w Laboratorium Oddziału Włókien Sztucznych Tomaszowskiej Fabryki Sztucznego Jedwabiu w Tomaszowie Mazowieckim. Podczas drugiej wojny światowej, 28 września 1939, został wzięty do niewoli na polu walki w Modlinie. Do 29 kwietnia 1945 przebywał w niemieckich obozach jenieckich, do momentu wyzwolenia go z Oflagu VII A Murnau przez armię amerykańską.
W latach 1945–1948 był kierownikiem Oddziału Włókien Sztucznych w Państwowej Fabryce Sztucznego Jedwabiu Nr 1 w Tomaszowie Mazowieckim, następnie w latach 1948–1951 dyrektorem naczelnym Państwowej Fabryki Sztucznego Jedwabiu Nr 3 we Wrocławiu. W latach 1951–1960 sprawował funkcję dyrektora generalnego ds. Przemysłu Włókien Sztucznych, Papierniczego, Farb i Lakierów w Ministerstwie Przemysłu Chemicznego. W latach 1960–1976 był podsekretarzem stanu w Ministerstwie Przemysłu Chemicznego. Pozostawał bezpartyjny.

### Życie prywatne
Syn Antoniego i Kamili Mierników. Pochowany na Cmentarzu Wojskowym na Powązkach (Kwatera: C 39, Rząd: 5, Grób: 6).

## Odznaczenia
- Krzyż Komandorski Orderu Odrodzenia Polski (1969)[3]
- Srebrny Krzyż Zasługi (1949) za zasługi w pracy zawodowej[4],
- Medal 10-lecia Polski Ludowej[5],
- Krzyż Oficerski Orderu Odrodzenia Polski (1955) za zasługi w pracy zawodowej w dziedzinie przemysłu chemicznego[6],
- Honorowa Odznaka Miasta Łodzi (1965)[7].